# Holedeček
Holedeček je část obce Holedeč v okrese Louny. Nachází se na severu Holedeče. Prochází tudy železniční trať Lužná u Rakovníka – Chomutov a silnice II/227. V roce 2011 zde trvale žilo 83 obyvatel.
Holedeček leží v katastrálním území Holedeč o výměře 11,71 km².

## Historie
Určit genezi vzniku obou sousedních vesnic, Holedeče a Holedečku, je bez archeologického výzkumu nemožné. Pro větší stáří Holedečku hovoří fakt, že farní kostel svatého Bartoloměje, poprvé doložený v polovině 14. století, vznikl právě tam, a snad i pravidelný lokační půdorys. Naopak ve prospěch Holedeče mluví existence panského sídla a větší, i když nepravidelná, rozloha. Nelze také vyloučit, že obě sídla vznikla zároveň.
První písemná zmínka o Holedečku pochází z roku 1332. Tehdy si Albrecht z Kryr zakoupil od vyšehradské kapituly pozemky ve Velké a Malé Holedeči. Obě vesnice jsou v kupní smlouvě rozlišeny adjektivy Velký a Malý (v latinském originálu Magnus a Parvus). Jako Malý Holedeč se Holedeček nazýval po většinu své existence. V roce 1350 se v písemných pramenech prvně uvádí zmíněný kostel svatého Bartoloměje, ale nelze vyloučit, že vznikl dříve.
Vrchnostenský majetek v Holedeči a Holedečku byl zhruba do poloviny 15. století rozdrobený a patřil více rodinám. Nejpozději od roku 1530, kdy Holedeč s Holedečkem koupil Jindřich st. z Údrče, tvořily obě vesnice jednu správní a hospodářskou jednotku, jejíž rychtář vždy sídlil v Holedeči.
Vzhledem k tomu, že farní kostel stál v Holedečku, vznikla zde také škola. Poprvé je uvedena v josefínském katastru k roku 1787, kdy je jako školní budova označena budova čp. 14. V roce 1790 školu teoreticky mělo navštěvovat 79 dětí z Holedeče, Holedečku, Veletic a Stránek, které byly přiškolené. Škola byla jednotřídní. Až roku 1858, kdy byla školní budova přestavěna, se škola o jednu třídu rozšířila. Během školního roku 1900/1901 byla postavena naproti původní školní budově škola nová, dnešní čp. 28. V roce 1935 vznikla ve vsi česká menšinová škola. Byla umístěna v jedné ze tříd německé školy. V roce 1991 byl provoz školy ukončen.
Dominantu Holedečku tvoří kostel sv. Bartoloměje. V roce 1826 k němu byly z návsi postaveny existující schody, roku 1832 vznikla kolem něj nová ohradní zeď vymezující areál hřbitova.
Holedečkem prochází Buštěhradská dráha. Teprve v roce 1933 se holedečskému obecnímu zastupitelstvu podařilo prosadit, aby se v Holedečku zřídila zastávka. Zrušena byla roku 2007. V roce 2020 rozhodl Ústecký kraj o jejím obnovení s platností od 13. prosince.

## Obyvatelstvo
Při sčítání lidu v roce 1921 zde žilo 214 obyvatel (z toho 98 mužů), z nichž bylo dvanáct Čechoslováků a 202 Němců. Všichni se hlásili k římskokatolické církvi. Podle sčítání lidu z roku 1930 měla vesnice 200 obyvatel: devatenáct Čechoslováků a 181 Němců. Kromě jednoho evangelíka všichni byli římskými katolíky.
|                                                                       | 1869 | 1880 | 1890 | 1900 | 1910 | 1921 | 1930 | 1950 | 1961 | 1970 | 1980 | 1991 | 2001 | 2011 |
| --------------------------------------------------------------------- | ---- | ---- | ---- | ---- | ---- | ---- | ---- | ---- | ---- | ---- | ---- | ---- | ---- | ---- |
| Obyvatelé                                                             | 135  | 182  | 172  | 175  | 184  | 214  | 200  | 83   | 86   | 84   | 85   | 69   | 70   | 83   |
| Domy                                                                  | 19   | 22   | 25   | 28   | 37   | 36   | 38   | 37   | .    | 26   | 30   | 35   | 33   | 37   |
| Počet domů z roku 1961 je zahrnut v celkovém počtu domů obce Holedeč. |      |      |      |      |      |      |      |      |      |      |      |      |      |      |

## Pamětihodnosti
- Na návsi stojí kostel svatého Bartoloměje, uváděný už ve čtrnáctém století.[15] Po požáru v roce 1737 byl nově postaven v barokním slohu.[16]
- Památkově chráněná je také usedlost čp. 8.[17]
- Soukromé muzeum předválečného opevnění, jehož součástí je rekonstruovaný interiér pevnůstky (řopíku) z července 1937.[18]

## Galerie

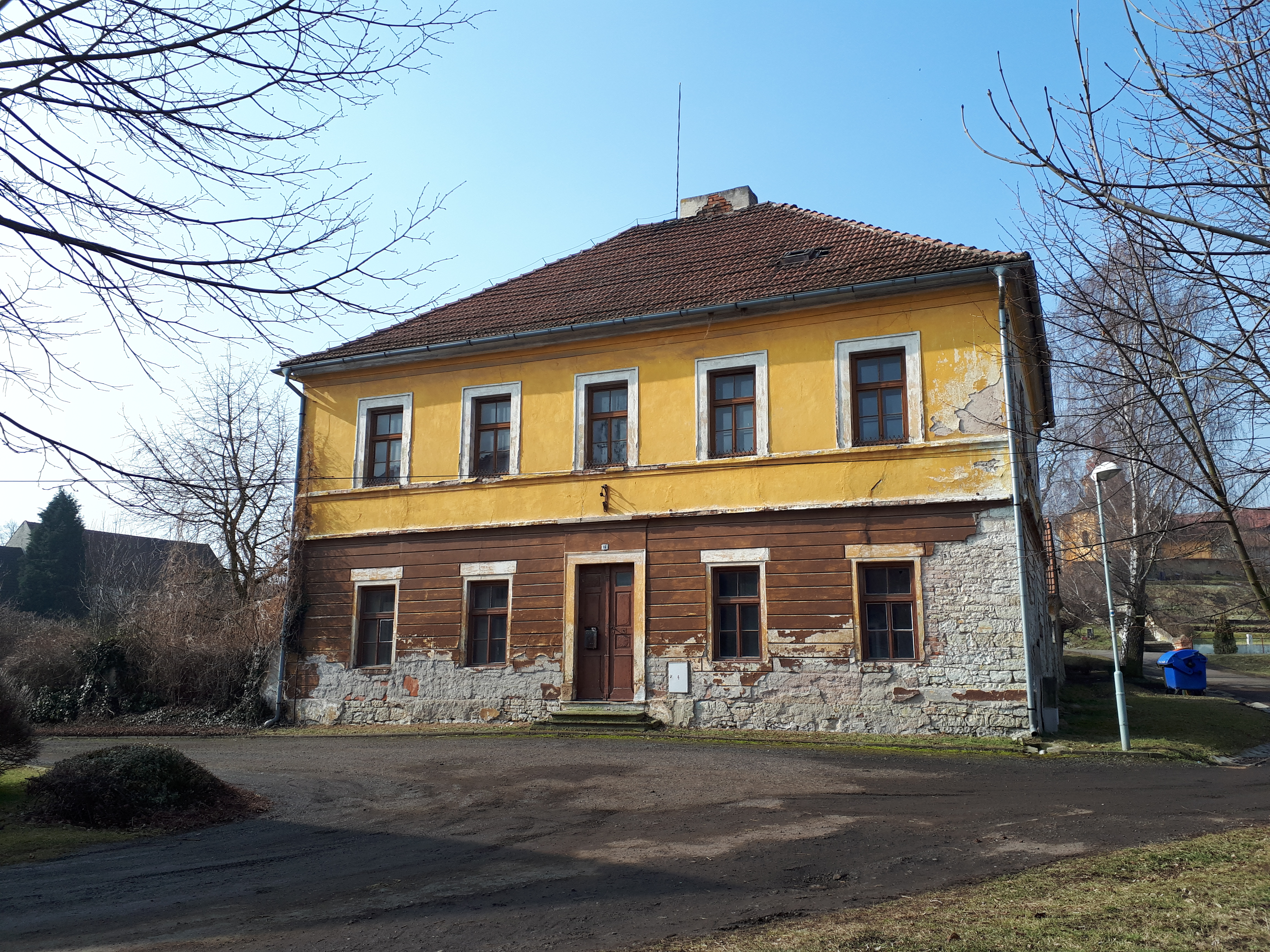
Bývalá fara v Holedečku
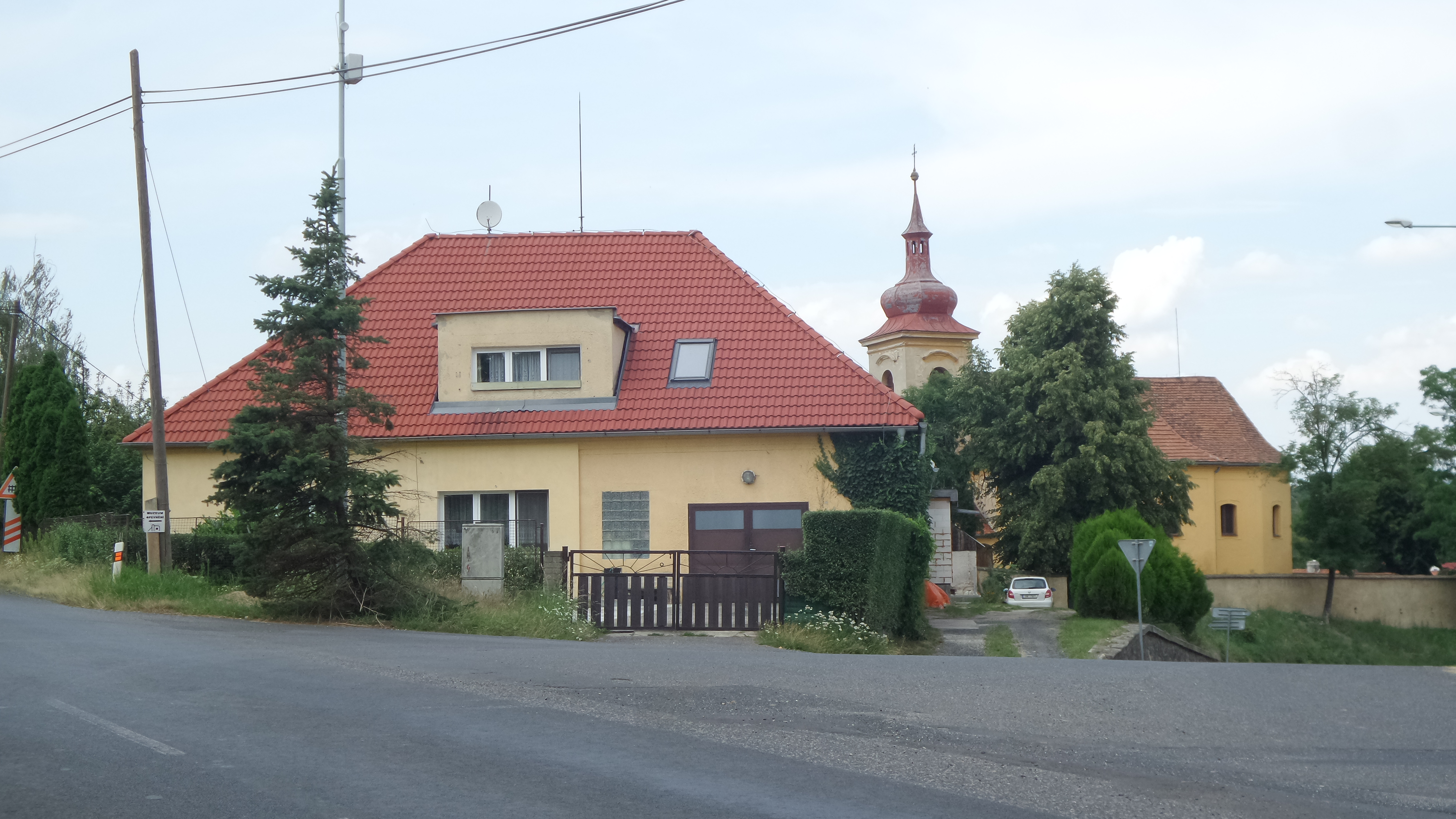
Přestavěná budova původní školy
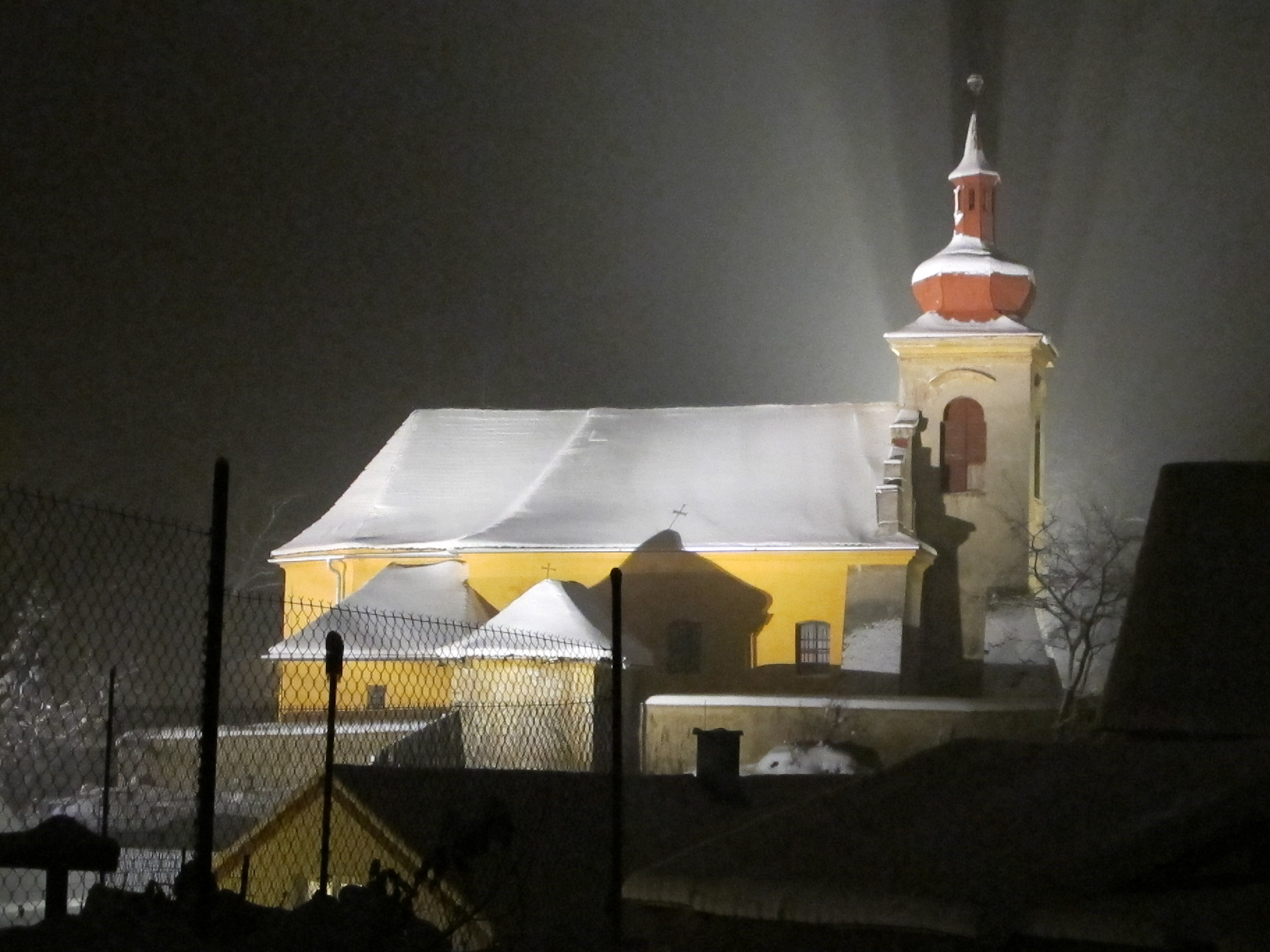
Nasvícený kostel